# Freddie Prinze
Freddie James Prinze, właśc. Frederick Karl Pruetzel (ur. 22 czerwca 1954 w Nowym Jorku, zm. 29 stycznia 1977 w Los Angeles) – amerykański aktor i komik. W 1977 został nominowany do nagrody Złotego Globu za rolę Francisco 'Chico' Rodrigueza w sitcomie NBC Chico and the Man (1974-1977), od 2004 posiada swoją gwiazdę na Hollywoodzkiej Alei Gwiazd. Ojciec Freddiego Jr.

## Filmografia

### Filmy fabularne
- 1976: Joys jako Freddie
- 1976: The Million Dollar Rip-Off (TV) jako Muff Kovak

### Seriale TV
- 1974-1977: Chico and the Man jako Francisco 'Chico' Rodriguez